# Jean-Nicolas Buache
Jean-Nicolas Buache, también conocido como Buache de La Neuville, nació en La Neuville-au-Pont el 15 de febrero de 1741 y murió en París el 21 de noviembre de 1825. Fue un geógrafo francés, uno de los diez miembros originales del comité fundador del Bureau des Longitudes en 1795.

## Vida y obra
Director del Archivo de mapas de la Marina, fue el último especialista en llevar el título de «primer geógrafo del rey» (su tío, Philippe Buache, también fue geógrafo del rey). Electo miembro de la Academia de Ciencias de Francia en 1770, fue encargado por Luis XVI de levantar en 1788 los mapas de los señoríos ("bailliages") del reino de Francia. Es el autor de numerosas memorias, como las Mémoires sur les découvertes à faire dans le Grand Océan (Memorias sobre los descubrimientos a hacer en el gran Océano) (1797-1798) donde identifica el descubrimiento en 1777 de James Cook de la isla Christmas como el de Acea (descubierta en 1537).
Está enterrado en el cementerio Père-Lachaise (División 21).